# Горловское
Горловское — деревня в Старожиловском районе Рязанской области. Входит в Гребневское сельское поселение

## География
Находится в западной части Рязанской области на расстоянии приблизительно 6 км на северо-восток по прямой от районного центра поселка Старожилово.

## История
Была отмечена еще на карте 1850 года как поселение с 6 дворами. В 1859 году здесь (тогда сельцо Пронского уезда Рязанской губернии) было учтено 6 дворов, в 1897 году — 10.

## Население
Численность населения: 89 человек (1859 год), 73 (1897), 29 в 2002 году (русские 100 %), 25 в 2010.